# Cesare, il genio e la passione
Cesare, il genio e la passione (Caesar) è un romanzo storico scritto da Colleen McCullough e pubblicato nel 1998.
È il quinto volume di una saga ambientata nell'Antica Roma, che racconta gli ultimi decenni della Repubblica romana, dall'avvento di Gaio Mario a quello di Augusto.

## Trama
Roma - I secolo a.C.
Giulio Cesare conduce una straordinaria e vittoriosa campagna in Gallia. Nemmeno l'esercito pangallico riesce a resistergli e con coraggio giunge fino alle sconosciute e misteriose terre di Britannia. Il popolo di Roma è entusiasta del suo eroe, ma già le forze politiche avversarie complottano ai suoi danni. La morte della figlia Giulia recide l'ultimo legame con Pompeo, che ormai libero dai rapporti familiari, si lascia blandire dai nemici di Cesare e dalla propria invidia personale. È l'inizio di uno scontro tra titani. Il partito aristocratico ingiunge a Cesare di recarsi in Senato dopo aver deposto il simbolo del suo potere, l'imperium, con la chiara intenzione di distruggerlo, ma ha sottovalutato l'avversario. Cesare non è persona da arrendersi nemmeno di fronte al sacro confine del Rubicone. Il dado è tratto, varca i confini dell'Italia e si appresta ad inseguire i suoi nemici che scappano in Grecia. Tutti i suoi avversari, l'ostinato Catone, l'abile Cicerone, l'invidioso Bibulo, il sanguinario Labieno e Pompeo stesso hanno commesso un grave errore: lo hanno sottovalutato. E così, pure in inferiorità numerica, l'implacabile Cesare infligge una dura sconfitta a Farsalo a tutti i suoi nemici. È il trionfo della volontà di un solo uomo e della sua determinazione. È il trionfo di Cesare e della sua Fortuna.

## Edizioni
- Colleen McCullough, Cesare, il genio e la passione, collana SuperBUR, traduzione di Piero Spinelli, Rizzoli, 30 dicembre 1999,  p. 555, ISBN 9788817204347.